# Frères LaGrand
Les frères Walter Bernhard LaGrand (né le 26 janvier 1962 à Dillingen an der Donau ; mort exécuté le 3 mars 1999 à Florence dans l’Arizona) et Karlheinz (ou Karl-Heinz) LaGrand (né le 20 octobre 1963 à Augsbourg ; mort exécuté le 24 février 1999 à Florence en Arizona), de nationalité allemande, avaient tous deux été condamnés à mort pour avoir attaqué le 7 janvier 1982 la Valles National Bank à Marana (Arizona, États-Unis). Au cours de cette attaque Karl LaGrand avait poignardé à mort Ken Hartsock, le directeur de la banque. 
Les deux condamnés pouvaient choisir entre chambre à gaz et injection létale. Ils choisirent la chambre à gaz, espérant que l'arrêt du tribunal serait considéré comme trop cruel par la Cour suprême. Cela ne fut pas le cas cependant ; pour cette raison Karl LaGrand changea d’avis et demanda l'exécution par injection létale. En revanche, Walter maintint jusqu’au bout sa décision de la chambre à gaz. 
Walter LaGrand à ce jour est la dernière personne aux États-Unis à avoir été exécutée dans une chambre à gaz.

## Le problème juridique
Les LaGrand étaient de nationalité allemande, étant nés en Allemagne et ayant suivi leur mère aux États-Unis alors qu'ils étaient encore tout jeunes, à aucun moment ils n'étaient devenus citoyens des États-Unis. En vertu de la Convention de Vienne sur les relations consulaires, les autorités des États-Unis (ici l'État d'Arizona) étaient tenues de leur signaler au moment de leur arrestation qu'ils avaient le droit de recevoir une aide consulaire du gouvernement allemand. Les autorités américaines ont négligé de le faire, même après s'être rendu compte que les LaGrand étaient de nationalité allemande. 
C'est de leur propre initiative que les frères LaGrand ont pris contact par la suite avec le consulat allemand, après avoir appris par d'autres sources leur droit à une assistance consulaire. Ils ont fait appel de la sentence en invoquant ce manque d'information sur leur droit à une assistance consulaire, qui leur aurait permis de préparer une meilleure défense. Les tribunaux fédéraux ont rejeté leur argument pour des vices de procédure : il était prévu que les appels ne pouvaient pas être présentés devant la cour fédérale sans avoir d'abord été présentés devant les tribunaux de l'État. 
Les efforts diplomatiques, y compris des requêtes de l'ambassadeur d'Allemagne Jürgen Chrobog et de Claudia Roth, membre du Bundestag, et la recommandation du bureau des grâces de l'État, ne réussirent pas à infléchir Jane Dee Hull, gouverneur de l'Arizona, qui a insisté pour que les exécutions se fissent. Karl LaGrand fut donc exécuté par l'État d'Arizona le 24 février 1999, puis Walter LaGrand le 3 mars 1999. Il est également à noter que ces exécutions constituent une violation du droit international en allant à l'encontre d'une mesure conservatoire ordonnée par la Cour Internationale de Justice des Nations unies qui empêchait l'exécution tant que cette dernière n'aurait pas rendu sa décision sur le fond de l'affaire entre l'Allemagne et les États-Unis.